# Hawái (lied)
Hawái (Hawaii) is een lied van de Colombiaanse zanger Maluma. Het nummer werd uitgebracht op 29 juli 2020 als tweede single van het vijfde album Papi Juancho. Het nummer met meer dan één miljard streams en is daarmee het meest beluisterde lied van Maluma. Het nummer heeft ook een geremixte versie met The Weeknd.

## Achtergrond
In het nummer zegt de ik-figuur bedroefd te zijn wanneer hij op Instagram foto's ziet van zijn ex, die op vakantie is op Hawaii met haar nieuwe vriend. De ik-figuur denkt zijn ex beter bij hem had kunnen blijven, ondanks dat ze er wel gelukkig uitziet met haar nieuwe vriend. De originele versie werd een nummer 1-hit in Maluma's thuisland Colombia, en bereikte de 33e positie in de Vlaamse Tipparade. Een paar maanden later werd er een remix uitgebracht met een bijdrage van de Canadese zanger The Weeknd, die aan de tekst toevoegt dat zijn ex een act opvoert op sociale media. Deze versie werd ook in een aantal landen een hit, waaronder in het Nederlandse taalgebied. In de Nederlandse Top 40 behaalde het de 13e positie, maar in Vlaanderen had het iets minder succes met een 11e positie in de Tipparade.